# Ochancourt
Ochancourt é uma comuna francesa na região administrativa de Altos da França, no departamento de Somme. Estende-se por uma área de 3,95 km². Em 2010 a comuna tinha 326 habitantes (densidade: 82,5 hab./km²).